# Élection présidentielle est-timoraise de 2007
L'élection présidentielle est-timoraise de 2007 s'est déroulée le 9 avril et le 9 mai 2007. Elle s'est conclue par l'élection de José Ramos-Horta au second tour.

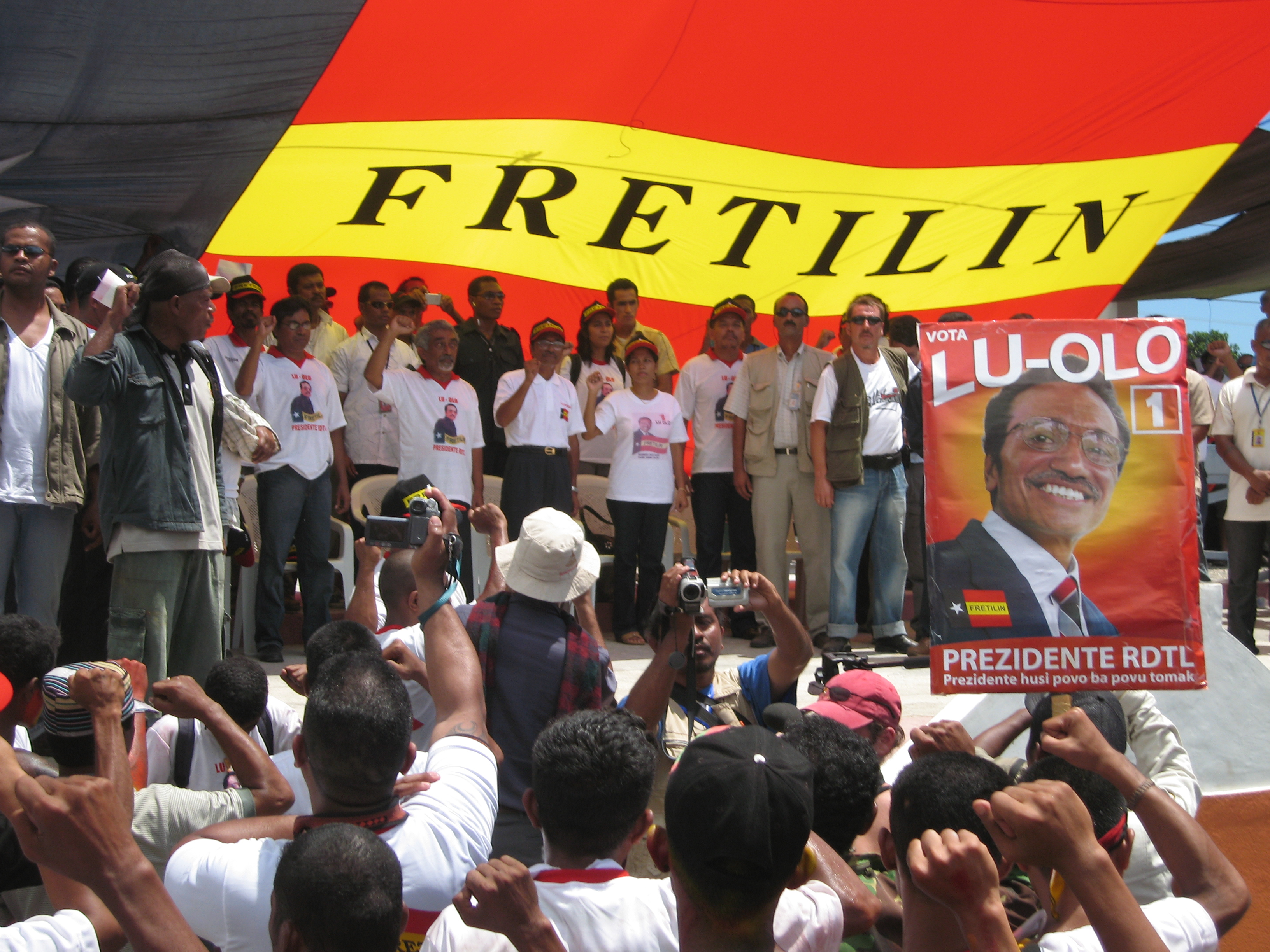
Le FRETILIN en campagne en 2007.